# Bryobia glacialis
Bryobia glacialis är en spindeldjursart som beskrevs av Berlese 1913. Bryobia glacialis ingår i släktet Bryobia och familjen Tetranychidae. Inga underarter finns listade.